# Jan Jindřich
Jan Jindřich Lucemburský (12. února 1322, Mělník – 12. listopadu 1375, Brno) byl moravský kralevic, moravský markrabě v letech 1349–1375 a vévoda tyrolský v letech 1335–1341. Byl to druhorozený syn Jana Lucemburského z prvního manželství s Eliškou Přemyslovnou a mladší bratr Karla IV.

## Korutanské dědictví
Roku 1327 byl mladší syn krále Jana, pojmenovaný po otci a dědovi, poslán do Tyrolska jako budoucí manžel (16. září 1330) Markéty, dcery Jindřicha Korutanského z rodu Menhardovců a jeho dědičky.
Po smrti Jindřicha Korutanského (1335) vznikl spor ohledně nástupnictví v jeho državách. Tehdy rod Habsburků uzavřel smlouvu s císařem Ludvíkem Bavorským, která zbavovala Jana Jindřicha a jeho manželku Markétu dědičného práva. Tuto smlouvu Jan Lucemburský roku 1339 potvrdil. Proti tomuto ujednání se postavil jak Jan Jindřich, jeho bratr Karel IV., tak i české stavy.
Markéta anulovala své manželství s Janem Jindřichem kvůli jeho údajné impotenci. A to poté, co ho za pomoci tyrolské šlechty v roce 1341 z Tyrol vyhnala. Vzápětí se provdala za braniborského markraběte Ludvíka, syna císaře Ludvíka Bavora. Neplatnost jejího prvního sňatku však katolický papež neuznal a naopak Markétu i jejího druhého manžela exkomunikoval. Anulaci papež schválil až v roce 1349 .
O navrácení Tyrolska usiloval pro svého bratra Karel IV. v roce 1347, avšak neuspěl. Nakonec Janu Jindřichovi udělil jako léno Moravské markrabství 26. prosince 1349 s tím, že se potomci jeho bratra nebudou domáhat českého trůnu, pokud budou živi potomci Karla IV. V něm vládl Jan Jindřich už v letech 1346–1349 jakožto správce markrabství – odpovědný svému bratrovi Karlovi. Bylo ostatně přáním Jana Lucemburského, aby se jeho mladší syn stal moravským markrabětem.

## Moravský markrabě

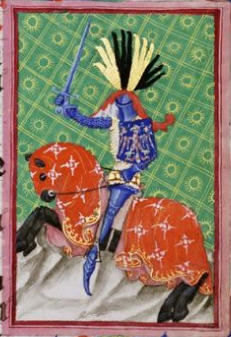
Jan Jindřich na dobové miniatuře (Gelnhausenův kodex)

Jan Jindřich se po rozluce s Markétou Pyskatou (1349) oženil s Markétou Opavskou (1349/50), dcerou vévody Mikuláše II. Opavského, s níž pak měl šest dětí. Po její smrti v roce 1363 se oženil ještě dvakrát.
6. nebo 26. února 1364 s Markétou Habsburskou (1346–1366), dcerou rakouského vévody Albrechta II. a trochu paradoxně vdovou po Menhardu Bavorském, synovi první manželky Jana Jindřicha Markéty Korutanské (Pyskaté). Počtvrté se Jan Jindřich oženil zřejmě v roce 1366 s Alžbětou Oettingenskou.
Všichni jeho legitimní potomci pocházejí z druhého manželství, kromě toho se stal otcem nemanželského syna Jana, pozdějšího litomyšlského biskupa a aquilejského patriarchy.
Po dobu asi jednoho roku udržoval Jan Jindřich skandální vztah s kněžnou Alžbětou Těšínskou, bývalou jeptiškou, která kolem roku 1363 opustila cisterciácký klášter ve slezské Trzebnici. Na základě dopisu papeže Urbana V. z 20. února 1364 měl vratislavský biskup Přeclav z Pohořelé přesvědčit Alžbětu k návratu do kláštera. Nemanželské soužití Jana Jindřicha a Alžběty Těšínské bylo definitivně ukončeno sňatkem Jana Jindřicha s Markétou Habsburskou.[zdroj?]
Jan Jindřich působil jako oddaný diplomat ve službách svého bratra. V Praze na Starém Městě vlastnil palác čp. 158/I v dnešní Husově třídě, který byl v době barokní zastavěn do Clam-Gallasova paláce). Za své sídelní město si však vybral Brno, kde oživil, rozvinul a dobudoval moravský lucemburský dvůr a nechal pěstovat vinnou révu pod hradem, což přispělo k rozvoji moravského vinařství. Zde také založil augustiniánský klášter, který se měl stát místem posledního odpočinku všech příslušníků moravské rodové větve, nakonec je zde ale pohřben jen jeho nejstarší syn Jošt. Karel IV. mu také daroval byzantsko-italský obraz Madony Svatotomské, který je dodnes umístěn na hlavním oltáři baziliky Nanebevzetí Panny Marie. Na druhou stranu ovšem Brno značně zadlužil (často ve prospěch staršího bratra) a město se dlouho z dluhů vzpamatovávalo. 13. srpna 1375 založil Jan Jindřich s Alžbětou Oettingenskou a svými syny kartuziánský klášter v Králově Poli.
Dědicem Jan Jindřich ustanovil svého nejstaršího syna Jošta, majetek ovšem rozdělil i mezi další dva syny, Prokopa a Jana Soběslava. Jeho synové brzy rozpoutali vleklé spory o dědictví.

## Jan Jindřich v literatuře
Německý spisovatel Lion Feuchtwanger napsal v roce 1923 historický román o Janově manželce Markétě Pyskaté, který nazval Ošklivá vévodkyně (Die häßliche Herzogin). Vystupuje zde i Jan Jindřich, v autorových představách jako slabá figura.

## Potomci
Všichni legitimní potomci Jana Jindřicha pocházeli z manželství s Markétou Opavskou:
- Jošt Moravský (1351 – 18. ledna 1411), moravský markrabě, lucemburský vévoda, braniborský kurfiřt a zvolený římský král,
⚭ 1372 Alžběta Opolská (1360–1374)
⚭ 1374 Anežka Opolská (po 1348–1409 nebo 1413)
- Kateřina Lucemburská (1353–1378), ⚭ 1372 Jindřich Nemodlinský
- Jan Soběslav Lucemburský (1355/57 – 30. října 1380), markrabě moravský, svobodný a bezdětný
- Prokop Lucemburský (prosinec 1358 – 24. 9. 1405), titulární markrabě moravský a zemský hejtman, zůstal svobodný, ale měl nemanželského syna
- Alžběta Moravská (1353/56 – 20. listopadu 1400), ⚭ 1366 Vilém I. Míšeňský (19. prosince 1343 – 9. února 1407), markrabě míšeňský
- Anna Moravská († před 1405), ⚭ Petr ze Šternberka († 1397)

Nelegitimní potomci:
- Jan z Moravy (kolem 1345 – 13. října 1394), biskup litomyšlský, olomoucký a patriarcha aquilejský